# District de Delémont (1790-1795)
Le district de Delémont est une ancienne division territoriale française du département du Mont-Terrible de 1790 à 1795.
Il était composé des cantons de Delémont, Bienne, Courtelary, Glovillier, Lauffon, Malleray, Moutiers, la Neuveville, Reinach et Vicque. Dès 1795, le territoire devient un canton du département, puis un arrondissement du département du Haut-Rhin entre 1800 et 1813.